# Операція Крайля
Операція Крайля (англ. Crile procedure) — це хірургічна операція, яку вперше виконав американський хірург Джордж Крайль (англ. George Washington Crile) в 1906 р. з приводу раку щитоподібної залози.

## Структури, що видаляються
Ця операція є радикальною дисекцією шиї, при якій видаляються всі шийні лімфатичні вузли з однієї сторони, з 1 по 5 рівні, а також додатковий нерв (лат. n.accessorius), внутрішня яремна вена (лат. v. jugularis interna) та кивальний м'яз (лат. m.sternocleidomastoideus).

## Структури, що зберігаються
До радикальної дисекції шиї не входить видалення лімфатичних вузлів підпотиличної ділянки, перипаротидних лімфатичних вузлів (виключеннями є внутрішні лімфатичні вузли привушної залози, що розташовані в задній частині піднижньощелепного трикутника, лімфатичні вузли в ділянці щоки, заглоткові, а також лімфатичні вузли центрального відділу шиї.